# Chongjin
Chongjin este al doilea oraș ca mărime din Coreea de Nord. Este, de asemenea, reședința provinciei Hamgyong de Nord.